# Problema dos n-corpos
O problema dos n-corpos trata da predição da movimentação de um grupo de corpos celestiais que interagem entre si gravitacionalmente. A resolução deste problema foi motivada pela necessidade de se compreender o movimeno do sol, planetas e estrelas. A sua primeira formulação matemática se deu em Principia de Isaac Newton. Desde que a gravidade é responsável pelo movimento das estrelas e planetas, Newton tentou expressar as interações gravitacionais em termo de equações diferenciais. Neste livro, Newton provou que corpos com simetria esférica podem ser modelados como se sua massa se concentrasse em um ponto.

## Referência
- Diacu, F.: The solution of the n-body Problem, The Mathematical Intelligencer,1996,18,p. 66–70